# Volleyball Thailand League 2017-2018 (femminile)
La Volleyball Thailand League 2017-2018 si è svolta dal 4 novembre 2017 al 4 marzo 2018: al torneo hanno partecipato otto squadre di club thailandesi e la vittoria finale è andata per la seconda volta consecutiva al Supreme Chonburi.

## Regolamento

### Formula
Le squadre hanno disputato un girone all'italiana, con gare di andata e ritorno, per un totale di quattordici giornate.

### Criteri di classifica
Se il risultato finale è stato di 3-0 o 3-1 sono stati assegnati 3 punti alla squadra vincente e 0 a quella sconfitta, se il risultato finale è stato di 3-2 sono stati assegnati 2 punti alla squadra vincente e 1 a quella sconfitta.
L'ordine del posizionamento in classifica è stato definito in base a:
- Numero di partite vinte;
- Punti;
- Ratio dei set vinti/persi;
- Ratio dei punti realizzati/subiti;
- Risultati degli scontri diretti.

## Squadre partecipanti
| Club               | Città             | Palazzetto                                         | Stagione precedente              |
| ------------------ | ----------------- | -------------------------------------------------- | -------------------------------- |
| Bangkok Glass      | Bangkok           | BG Hall Pathum Thani                               | 2ª in Volleyball Thailand League |
| Chiang Rai         | Chiang Rai        | PSRU Indoor Stadium Chiang Rai                     | ?                                |
| Idea Khonkaen      | Khon Kaen         | Khon Kaen Provincial Gymnasium Khon Kaen           | 5ª in Volleyball Thailand League |
| King-Bangkok       | Bangkok           | Ramkhamhaeng Gymnasium Bangkok                     | 6ª in Volleyball Thailand League |
| Nakhon Ratchasima  | Nakhon Ratchasima | The Mall Nakhon Ratchasima Arena Nakhon Ratchasima | 3ª in Volleyball Thailand League |
| Nakornnonthaburi   | Nonthaburi        | King Rama IX Stadium Nonthaburi                    | 4ª in Volleyball Thailand League |
| Rangsit University | Pathum Thani      | Rangsit University Gymnasium Pathum Thani          | 8ª in Volleyball Thailand League |
| Supreme Chonburi   | Chonburi          | ChonBuri Municipality Sport Stadium Chonburi       | Campione di Thailandia           |

## Torneo

### Risultati
| Prima giornata |                                     |     |                            |
|                |                                     |     |                            |
| 04-11          | Idea Khonkaen-Nakhon Ratchasima     | 1-3 | 25-19, 21-25, 24-26, 23-25 |
| 11-11          | Bangkok Glass-King-Bangkok          | 3-0 | 25-15, 25-17, 25-14        |
| 11-11          | Rangsit University-Nakornnonthaburi | 0-3 | 8-25, 16-25, 14-25         |
| 12-11          | Supreme Chonburi-Chiang Rai         | 3-0 | 25-11, 25-11, 25-10        |

| Seconda giornata |                                 |     |                            |
|                  |                                 |     |                            |
| 18-11            | Nakhon Ratchasima-Bangkok Glass | 3-1 | 24-26, 25-22, 25-21, 25-19 |
| 18-11            | Nakornnonthaburi-King-Bangkok   | 3-1 | 21-25, 25-18, 25-20, 30-28 |
| 19-11            | Chiang Rai-Rangsit University   | 1-3 | 21-25, 14-25, 25-21, 19-25 |
| 19-11            | Supreme Chonburi-Idea Khonkaen  | 3-0 | 25-21, 26-24, 25-17        |

| Terza giornata |                                    |     |                     |
|                |                                    |     |                     |
| 25-11          | Rangsit University-King-Bangkok    | 0-3 | 17-25, 18-25, 13-25 |
| 25-11          | Nakhon Ratchasima-Supreme Chonburi | 0-3 | 19-25, 21-25, 17-25 |
| 26-11          | Nakornnonthaburi-Chiang Rai        | 3-0 | 25-18, 25-19, 25-15 |
| 26-11          | Idea Khonkaen-Bangkok Glass        | 0-3 | 18-25, 21-25, 20-25 |

| Quarta giornata |                                      |     |                                   |
|                 |                                      |     |                                   |
| 02-12           | Chiang Rai-Bangkok Glass             | 0-3 | 14-25, 16-25, 17-25               |
| 02-12           | Nakhon Ratchasima-Rangsit University | 3-0 | 25-10, 25-16, 25-13               |
| 03-12           | King-Bangkok-Supreme Chonburi        | 0-3 | 17-25, 23-25, 15-25               |
| 03-12           | Nakornnonthaburi-Idea Khonkaen       | 2-3 | 23-25, 25-14, 26-28, 25-21, 15-12 |

| Quinta giornata |                                     |     |                            |
|                 |                                     |     |                            |
| 09-12           | Chiang Rai-Idea Khonkaen            | 0-3 | 16-25, 14-25, 14-25        |
| 10-12           | Rangsit University-Supreme Chonburi | 0-3 | 15-25, 11-25, 23-25        |
| 10-12           | Nakhon Ratchasima-King-Bangkok      | 3-0 | 25-18, 25-22, 25-15        |
| 11-12           | Nakornnonthaburi-Bangkok Glass      | 1-3 | 25-21, 19-25, 21-25, 12-25 |

| Sesta giornata |                                   |     |                                   |
|                |                                   |     |                                   |
| 16-12          | Idea Khonkaen-King-Bangkok        | 3-2 | 31-29, 19-25, 25-22, 22-25, 15-13 |
| 16-12          | Rangsit University-Bangkok Glass  | 0-3 | 20-25, 14-25, 15-25               |
| 17-12          | Nakhon Ratchasima-Chiang Rai      | 3-0 | 25-7, 25-17, 25-16                |
| 17-12          | Nakornnonthaburi-Supreme Chonburi | 1-3 | 17-25, 25-23, 19-25, 21-25        |

| Settima giornata |                                    |     |                                   |
|                  |                                    |     |                                   |
| 23-12            | Nakornnonthaburi-Nakhon Ratchasima | 2-3 | 21-25, 25-22, 24-26, 25-21, 11-15 |
| 23-12            | Bangkok Glass-Supreme Chonburi     | 1-3 | 25-15, 18-25, 18-25, 23-25        |
| 24-12            | Rangsit University-Idea Khonkaen   | 0-3 | 9-25, 24-26, 15-25                |
| 24-12            | King-Bangkok-Chiang Rai            | 3-0 | 25-17, 25-16, 25-19               |

| Ottava giornata |                                    |     |                     |
|                 |                                    |     |                     |
| 13-01           | King-Bangkok-Bangkok Glass         | 0-3 | 18-25, 19-25, 16-25 |
| 13-01           | Nakhon Ratchasima-Nakornnonthaburi | 3-0 | 25-18, 25-18, 28-26 |
| 14-01           | Chiang Rai-Supreme Chonburi        | 0-3 | 9-25, 14-25, 15-25  |
| 14-01           | Rangsit University-Idea Khonkaen   | 0-3 | 21-25, 13-25, 14-25 |

| Nona giornata |                                 |     |                                   |
|               |                                 |     |                                   |
| 20-01         | Bangkok Glass-Nakhon Ratchasima | 1-3 | 25-22, 26-28, 16-25, 22-25        |
| 20-01         | King-Bangkok-Nakornnonthaburi   | 1-3 | 19-25, 25-21, 10-25, 23-25        |
| 21-01         | Idea Khonkaen-Supreme Chonburi  | 2-3 | 25-12, 20-25, 25-19, 18-25, 13-15 |
| 21-01         | Rangsit University-Chiang Rai   | 3-0 | 25-14, 25-18, 25-19               |

| Decima giornata |                                    |     |                     |
|                 |                                    |     |                     |
| 03-02           | Rangsit University-King-Bangkok    | 0-3 | 13-25, 13-25, 23-25 |
| 03-02           | Supreme Chonburi-Nakhon Ratchasima | 3-0 | 25-14, 25-23, 25-18 |
| 04-02           | Chiang Rai-Nakornnonthaburi        | 0-3 | 6-25, 20-25, 9-25   |
| 04-02           | Bangkok Glass-Idea Khonkaen        | 3-0 | 25-14, 25-15, 25-15 |

| Undicesima giornata |                                      |     |                            |
|                     |                                      |     |                            |
| 10-02               | Supreme Chonburi-King-Bangkok        | 3-0 | 25-16, 25-18, 25-15        |
| 10-02               | Nakhon Ratchasima-Rangsit University | 3-0 | 25-21, 25-13, 25-21        |
| 11-02               | Bangkok Glass-Chiang Rai             | 3-0 | 25-12, 25-13, 25-13        |
| 11-02               | Nakornnonthaburi-Idea Khonkaen       | 1-3 | 22-25, 25-27, 25-15, 20-25 |

| Dodicesima giornata |                                     |     |                            |
|                     |                                     |     |                            |
| 17-02               | Nakornnonthaburi-Bangkok Glass      | 1-3 | 25-22, 18-25, 19-25, 18-25 |
| 17-02               | King-Bangkok-Nakhon Ratchasima      | 0-3 | 18-25, 17-25, 23-25        |
| 18-02               | Supreme Chonburi-Rangsit University | 3-0 | 25-19, 25-21, 25-17        |
| 18-02               | Idea Khonkaen-Chiang Rai            | 3-0 | 25-9, 25-20, 25-4          |

| Tredicesima giornata |                                   |     |                                   |
|                      |                                   |     |                                   |
| 24-02                | Rangsit University-Bangkok Glass  | 0-3 | 14-25, 13-25, 16-25               |
| 24-02                | Nakhon Ratchasima-Idea Khonkaen   | 3-2 | 25-21, 15-25, 24-26, 25-19, 17-15 |
| 25-02                | Nakornnonthaburi-Supreme Chonburi | 3-1 | 28-26, 26-24, 14-25, 25-17        |
| 25-02                | Chiang Rai-King-Bangkok           | 0-3 | 16-25, 22-25, 20-25               |

| Quattordicesima giornata |                                     |     |                                   |
|                          |                                     |     |                                   |
| 03-03                    | Supreme Chonburi-Bangkok Glass      | 3-2 | 21-25, 22-25, 25-22, 25-22, 15-12 |
| 03-03                    | Nakornnonthaburi-Rangsit University | 3-0 | 25-9, 25-11, 25-12                |
| 04-03                    | Chiang Rai-Nakhon Ratchasima        | 0-3 | 12-25, 8-25, 11-25                |
| 04-03                    | Idea Khonkaen-King-Bangkok          | 3-0 | 25-16, 25-19, 29-27               |

### Classifica
| Pos. | Squadra            | Pt | G  | V  | P  | SV | SP | Ratio | PF    | PS    | Ratio |
| ---- | ------------------ | -- | -- | -- | -- | -- | -- | ----- | ----- | ----- | ----- |
| 1.   | Supreme Chonburi   | 37 | 14 | 13 | 1  | 40 | 9  | 4.444 | 1 160 | 910   | 1.274 |
| 2.   | Nakhon Ratchasima  | 34 | 14 | 12 | 2  | 36 | 13 | 2.769 | 1 149 | 960   | 1.196 |
| 3.   | Bangkok Glass      | 31 | 14 | 10 | 4  | 35 | 14 | 2.500 | 1 156 | 933   | 1.239 |
| 4.   | Idea Khonkaen      | 24 | 14 | 8  | 6  | 29 | 23 | 1.260 | 1 162 | 1 063 | 1.093 |
| 5.   | Nakornnonthaburi   | 23 | 14 | 7  | 7  | 29 | 24 | 1.208 | 1 188 | 1 097 | 1.082 |
| 6.   | King-Bangkok       | 13 | 14 | 4  | 10 | 16 | 27 | 0.592 | 958   | 1 045 | 0.916 |
| 7.   | Rangsit University | 6  | 14 | 2  | 12 | 6  | 37 | 0.162 | 716   | 1 030 | 0.695 |
| 8.   | Chiang Rai         | 0  | 14 | 0  | 14 | 1  | 41 | 0.024 | 620   | 1 071 | 0.578 |

| Campione di Thailandia | Retrocessa in Pro Challenge |

## Classifica finale
| Pos                   | Squadra            | Qualificazione                    |
| --------------------- | ------------------ | --------------------------------- |
| Thailandia (bandiera) | Supreme Chonburi   | Thai-Denmark Super League 2018    |
| Thailandia (bandiera) | Supreme Chonburi   | Campionato asiatico per club 2018 |
| 2                     | Nakhon Ratchasima  | Thai-Denmark Super League 2018    |
| 3                     | Bangkok Glass      | Thai-Denmark Super League 2018    |
| 4                     | Idea Khonkaen      | Thai-Denmark Super League 2018    |
| 5                     | Nakornnonthaburi   | Thai-Denmark Super League 2018    |
| 6                     | King-Bangkok       | Thai-Denmark Super League 2018    |
| 7                     | Rangsit University | Pro Challenge 2018-19             |
| 8                     | Chiang Rai         | Pro Challenge 2018-19             |

## Premi individuali
| Premio                 | Nome                 | Squadra           |
| ---------------------- | -------------------- | ----------------- |
| MVP                    | Ajcharaporn Kongyot  | Supreme Chonburi  |
| MVP straniera          | Sareea Freeman       | Supreme Chonburi  |
| Miglior palleggiatrice | Soraya Phomla        | Supreme Chonburi  |
| Miglior opposto        | Malika Kanthong      | Supreme Chonburi  |
| Miglior schiacciatrice | Chatchu-on Moksri    | Nakhon Ratchasima |
| Miglior schiacciatrice | Onuma Sittirak       | Nakhon Ratchasima |
| Miglior centrale       | Hattaya Bamrungsuk   | Nakhon Ratchasima |
| Miglior centrale       | Watchareeya Nualjam  | Supreme Chonburi  |
| Miglior libero         | Tapaphaipun Chaisri  | Idea Khonkaen     |
| Miglior allenatore     | Nataphon Srisamutnak | Supreme Chonburi  |